# Søkrig
Søkrig eller Søkrigsførsel er krig, der udkæmpes i og på havet eller andre krigsskuepladser, der involverer en stor vandmasse, såsom en stor sø eller bred flod. De stilles ofte i kontrast til landkrig og luftkrig. Kontrol over havet har historisk muliggjort blokader af handelsruter.
| Militær | Spire Denne artikel om militær er en spire som bør udbygges. Du er velkommen til at hjælpe Wikipedia ved at udvide den. |